# Mofako Bima
Pour les articles homonymes, voir Mofako et Bima (homonymie).
Mofako Bima est une localité du Cameroun, située dans l'arrondissement de Mundemba, le département du Ndian et la Région du Sud-Ouest.

## Population
La localité comptait 78 habitants en 1953, 120 en 1968-1969, 77 en 1972, principalement des Bima du groupe Oroko, d'où son nom.
Lors du recensement national de 2005, Mofako comptait 87 habitants.